# وانغينبورغ إنغينثال
وانغينبورغ إنغينثال (بالفرنسية: Wangenbourg-Engenthal)‏ هي بلدية تقع في إقليم الراين الأسفل من منطقة ألزاس في شمال شرق فرنسا. تبلغ مساحة هذه المدينة 31.52 (كم²)، وترتفع عن سطح البحر 420 م، يبلغ عدد سكانها 1380 نسمة حسب إحصاء المعهد الوطني للإحصاء والدراسات الاقتصادية سنة 2009 م. وترأس Antoine Walter البلدية خلال فترة (2001 - 2008).

## أعلام
- غابرييل هانوت

## وصلات خارجية
- صفحة البلدية على موقع المعهد الوطني للإحصاء والدراسات الاقتصادية (بالفرنسية)